# بازيليك القلب المقدس
بازيليك القلب المقدس هي كنيسة وأبرشية رومانية كاثوليكية تقع في بروكسل، بلجيكا.